# 다우리아우는토끼
다우리아우는토끼 또는 다우리아피카(Ochotona dauurica)는 우는토끼과에 속하는 포유류의 일종이다. 몽골 전역과 러시아 남부, 만주 그리고 중국의 여러 지역에서 발견된다. 4종의 아종이 알려져 있다.